# Жовтушник розчепірений
Жовтушник розчепірений, жовтушник розбрілий, жовтушник стелюх, жовтушник розчепирений (Erysimum repandum) — вид квіткових рослин родини капустяних (Brassicaceae).

## Поширення
Вид поширений в Європі, Західній та Середній Азії від Великої Британії до Кашміру.

## Див. також

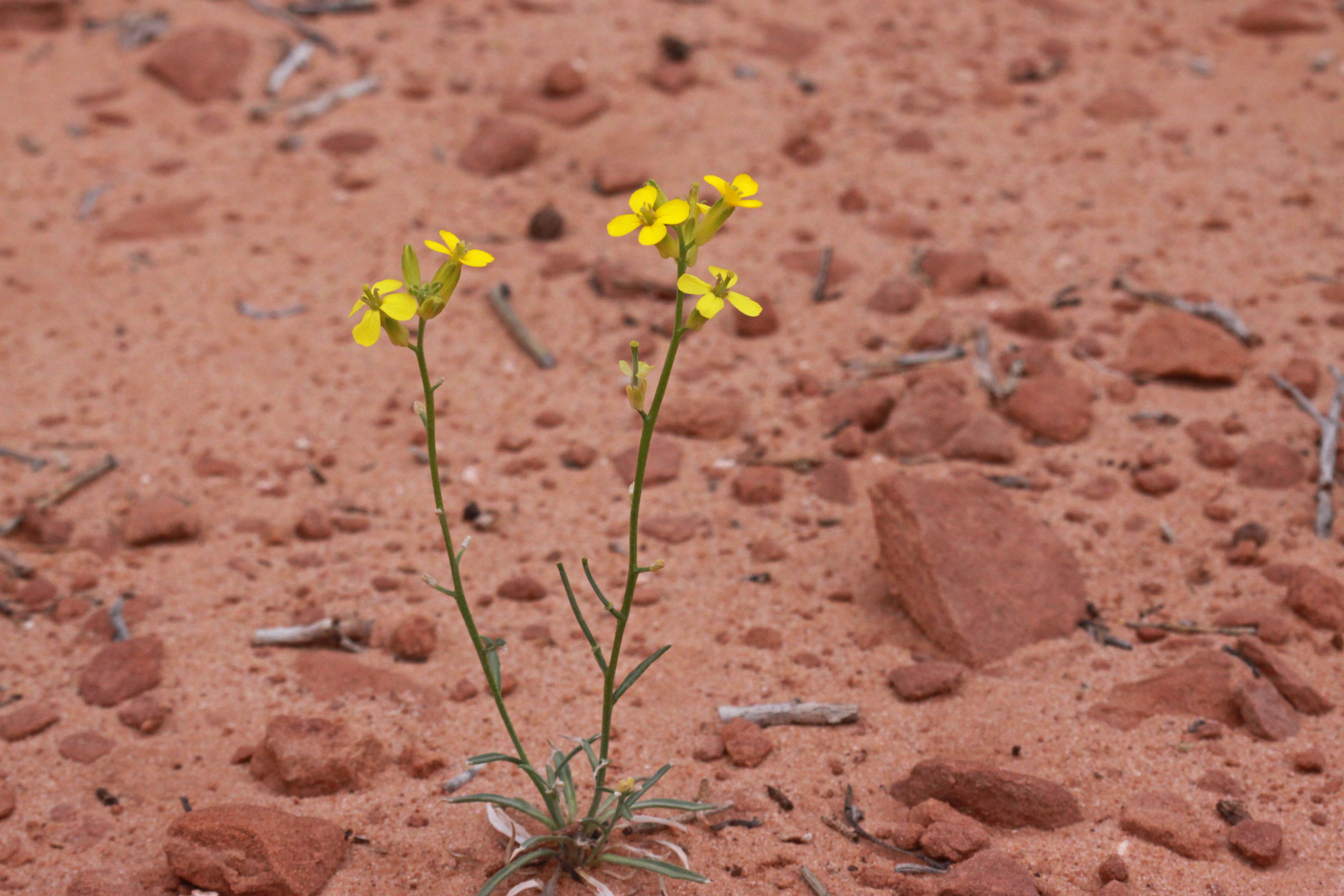
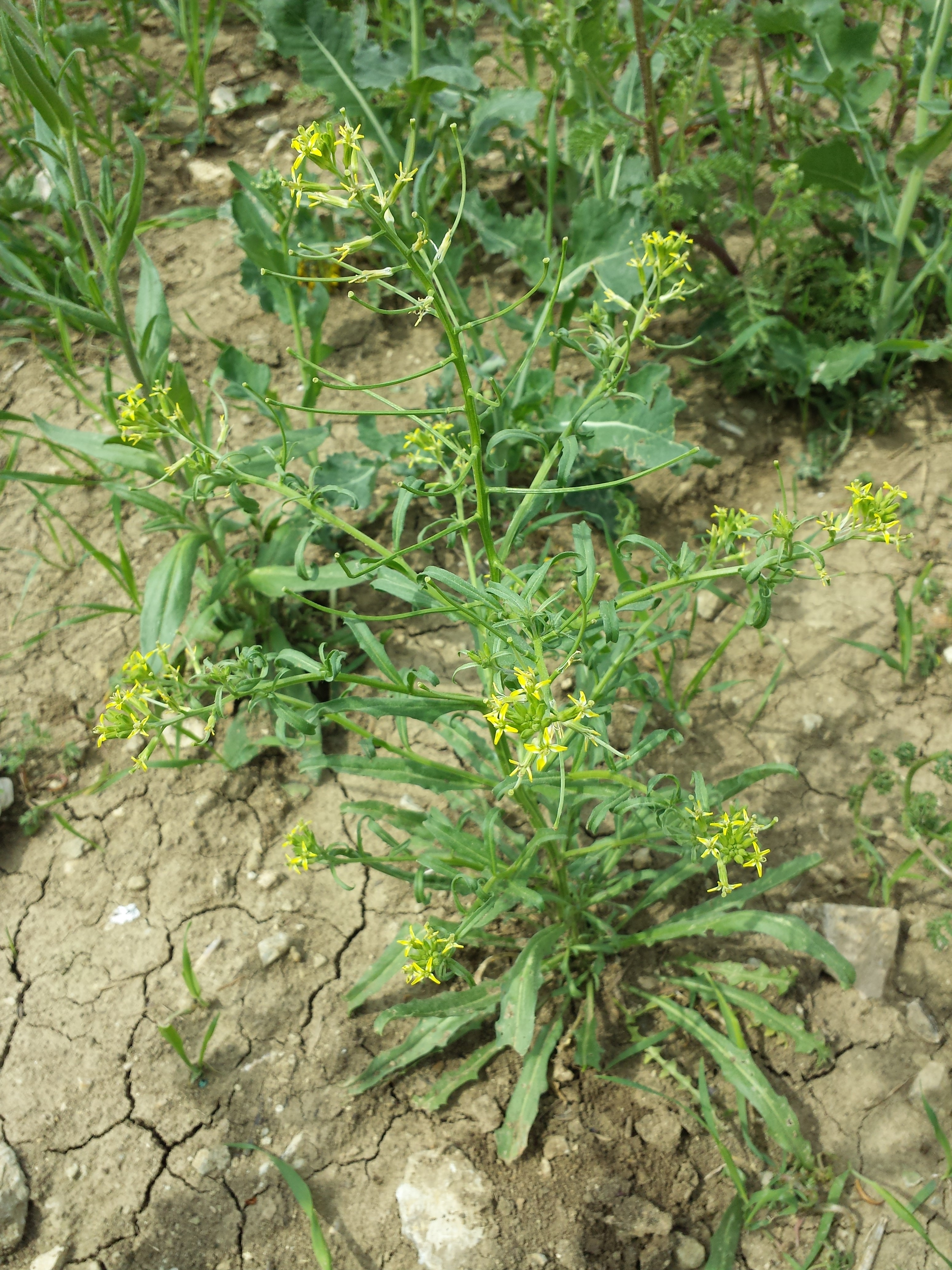
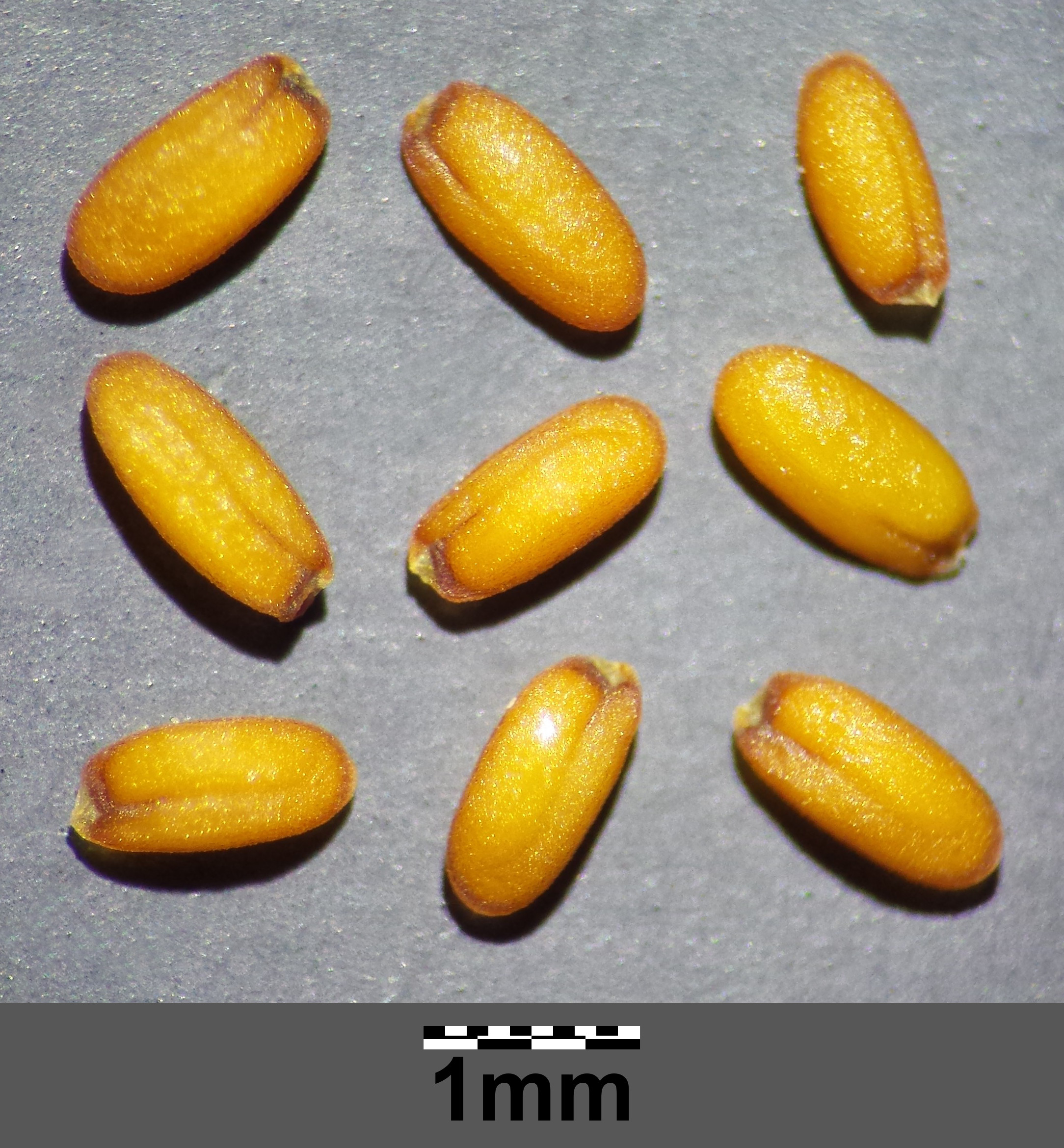
Насіння

## Опис
Однорічна рослина. Стебло до 50 см заввишки, сильно гіллясте, гілки розчепірені. Листя вузько-ланцетне, зубчасте, на верхівці часто загнуте, завдовжки до 15 см. Прикореневе листя стругоподібне. Чашолистки 4-6 мм завдовжки, жовті пелюстки 7-10 мм завдовжки. Плоди — стручки 55-93 мм завдовжки.